# عباس نقاش
عباس نقاش (۱ مهر ۱۳۰۵ – ۱۶ مهر ۱۳۹۴) نقاش و نگارگر ایرانی، اسلیمی کار مکتب شیراز و از پیشکسوتان صنایع دستی در رشته نقاشی دیواری شیراز است.

## زندگی
وی در خانواده‌ای متدین و هنرمند در شیراز چشم به جهان گشود. دوران کودکی را نزد پدرش اصغر نقاش، که از جمله هنرمندان اسلیمی کار و قلمدان ساز آن زمان بود، گذرانید. در ادامه، هنر نقاشی دیواری را در محضر استاد محمدجعفر ترنج کار آموخت. آثار بدیع و ماندگاری را در دوران فعالیت هنری خود به جای گذاشت. از جمله آثار به جا مانده از او می‌توان به تعمیر، نوسازی و خلق آثار نقاشی در اماکنی همچون باغ عفیف آباد، سقف‌ها و دیوارهای اندرون نارنجستان قوام، حسینیه قوام، سقف و دیواره داخلی حرم سید علاءالدین حسین، نقاشی تمامی دیوارهای داخلی حرم امام زاده شاهزاده حسین، تعمیر کاشی کاری‌های مسجد نصیرالملک، تعداد بسیاری از مساجد و حسینیه‌ها از جمله مسجد رمضان خان شیراز، بیت العباس، حسینیه هجرت و خانه‌های اشرافی در شیراز و بسیاری از شهرستان‌های استان فارس همچنین اماکن مذهبی کشورهای عربی همچون امارات اشاره کرد.
او که یکی از آخرین بازماندگان هنر نقاشی اسلیمی در شیراز به‌شمار می‌آید، در طول زندگی پربارش، شاگردان زیادی را تربیت نمود که از میان آن‌ها می‌توان اسدالله نقاش، اکبر نقاش، محمدعلی پرواز، غلامرضا زرین چنگ و دو فرزند پسرش علیرضا و محمدجواد را نام برد.
وی در تاریخ ۱۶ مهر ماه سال ۱۳۹۴ پس از یک دوره بیماری در سن ۸۹ سالگی درگذشت.